# Khaled Gasmi

Khaled Gasmi (Bizerte, Protectorado francés de Túnez, 8 de abril de 1953) es un exfutbolista de Túnez que jugaba en la posición de centrocampista.

## Carrera

### Club
| Periodo   | Club        | Apariciones | Goles |
| --------- | ----------- | ----------- | ----- |
| 1971-1980 | CA Bizertin | 226         | 56    |
| 1980-1984 | AS Ariana   | 95          | 17    |

### Selección nacional
Jugó para Túnez en 58 ocasiones de 1972 a 1980 y anotó un gol; participó en la Copa Mundial de Fútbol de 1978, los Juegos Mediterráneos de 1975 y la Copa Africana de Naciones 1978.

## Logros

### Selección nacional
- Copa Palestina de Naciones (1): 1973

### Individual
- Equipo Ideal de la Copa Africana de Naciones 1978.